# Чезаре Ломброзо
Чезаре Ломброзо (итал. Cesare Lombroso; Верона, 6. новембар 1835 — Торино, 19. октобар 1909), италијански лекар и криминолог, оснивач теорије o посебној телесној конституцији криминалаца (Теорија о урођеном злочинцу). Ове теорије о повезаности физичког изгледа и карактера (такозвани ломброзовски тип) су данас научно одбачене, а блиске су фашизму. По његовом мишљењу, убица је више болесник него кривац. Поставио је теорију o уској вези између генија и злочинца.